# Paroedura maingoka
Paroedura maingoka é uma espécie de lagarto da família Gekkonidae. É endêmica do sudoeste de Madagascar, onde ocorre em afloramentos rochosos em florestas secas e áreas de vegetação arbustiva. Trata-se de uma espécie noturna, emergindo para se alimentar durante a noite.
Este lagarto é conhecido por seu comportamento defensivo, no qual curva a cauda sobre as costas, uma postura que se assemelha à de um escorpião (mimetismo batesiano). O nome específico maingoka vem do malgaxe e significa "escorpião", em referência a essa postura.

## Taxonomia
A espécie Paroedura maingoka foi descrita em 2000, com o holótipo (UMMZ 211210) sendo um macho adulto encontrado em 10 de dezembro de 1995 no Parque Nacional de Tsimanampetsotsa [en]. Vários outros espécimes da mesma localidade foram incluídos como parátipos. O nome específico é uma palavra em malgaxe que significa "escorpião", referindo-se à postura defensiva do lagarto, na qual a cauda é curvada sobre as costas.

## Distribuição e habitat

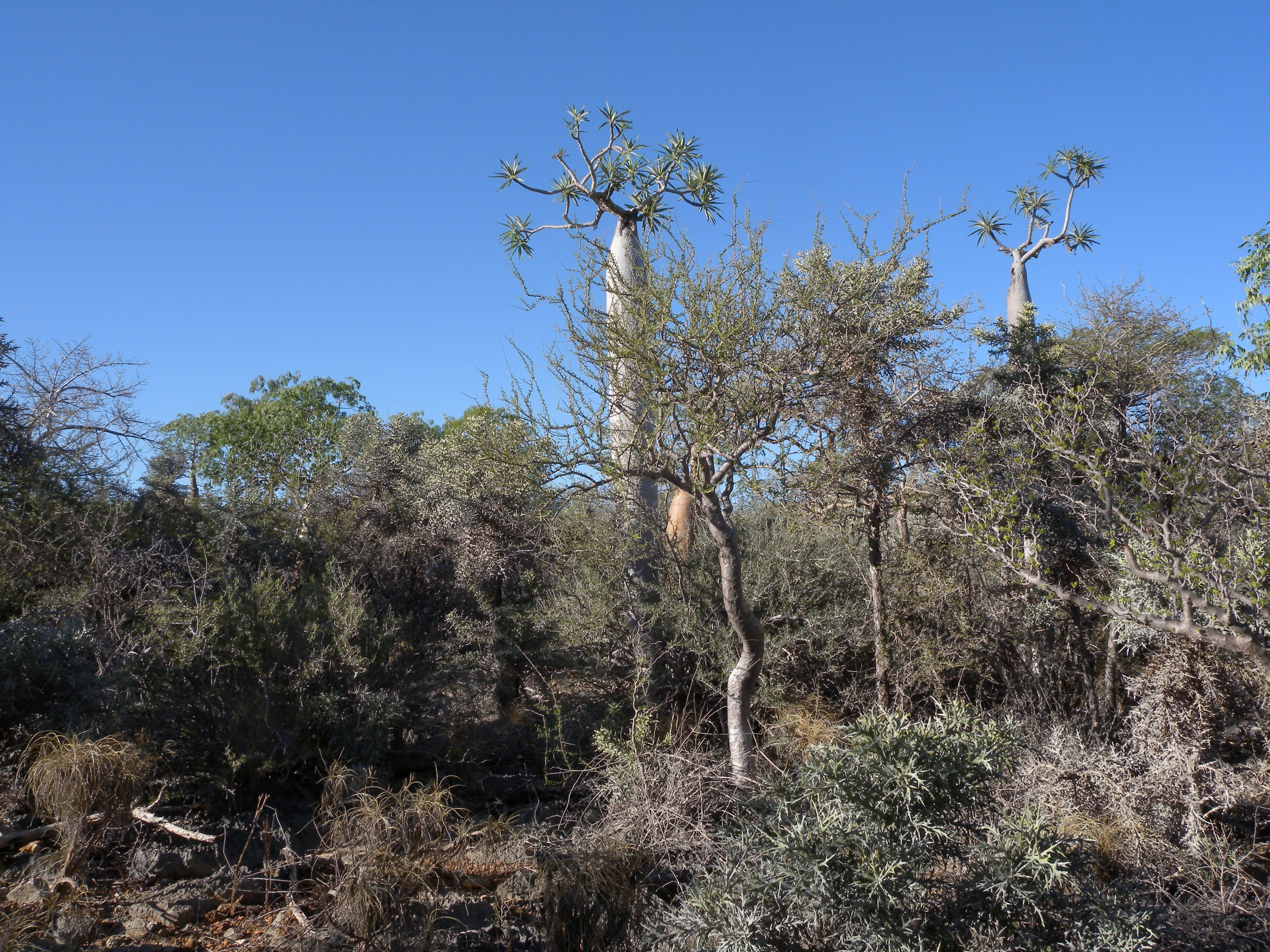
Vista da floresta seca em Tsimanampetsotsa.

Paroedura maingoka é uma das muitas espécies endêmicas da ilha de Madagascar, sendo registrada em várias áreas do extremo sudoeste do país. A espécie é encontrada em afloramentos rochosos em florestas secas com vegetação desértica, dominada por baobás e árvores semelhantes. Inicialmente, era conhecida apenas de Itampolo [en] e da localidade-tipo de Tsimanampetsotsa, mas já se teorizava que ocorria em grande parte do planalto Mahafaly. Posteriormente, também foi registrada em Vohombe e Efoetsy [en]. É uma espécie de terras baixas, com todas essas localidades situadas entre 20 e 160 metros de altitude, e possui uma extensão de ocorrência conhecida de 7.564 km². Como esta espécie é facilmente observável e suscetível à destruição de habitat, pode servir como um indicador de locais adequados para a conservação de répteis.

## Descrição
Esta é uma espécie de tamanho moderado, com indivíduos maduros apresentando um comprimento rostro-cloacal de 47 a 71 mm, enquanto a cauda mede aproximadamente 50 mm. A cabeça é mais larga que o pescoço, comparável em largura ao tronco, com um focinho curto e inclinado. As cristas cantais são proeminentes, com uma leve depressão entre elas, e a abertura da orelha é uma fenda vertical. A escama rostral retangular é mais larga que alta e não entra em contato com as narinas. Escamas tuberculadas aumentadas estão dispostas em fileiras longitudinais na superfície dorsal, com tubérculos menores e escamas planas separando-as. As escamas ventrais são planas, sendo as dos membros ligeiramente maiores que as da barriga. Cada dedo termina com uma almofada digital alargada e uma garra curvada para baixo.
A parte superior do corpo é predominantemente marrom-acinzentada, com uma faixa branca distinta ao longo da coluna vertebral, interrompida por linhas transversais escuras. Faixas transversais brancas com bordas escuras estão presentes no tronco, enquanto a cauda exibe faixas alternadas de preto e branco. Uma faixa transversal branca adicional está localizada na parte posterior da cabeça, e uma faixa branca curta se estende de cada olho até o lábio. As superfícies superiores dos membros são marrom-escuras com tubérculos brancos. A parte inferior é majoritariamente clara.
O padrão de coloração é variável dentro da espécie, com as faixas transversais sendo mais distintas em alguns indivíduos, enquanto em outros são quase completamente obscurecidas. Caudas regeneradas podem apresentar um padrão variegado em vez de faixas. Indivíduos menores tendem a ter cores mais brilhantes e maior contraste entre as áreas escuras e claras do corpo (especialmente nas faixas transversais), um fenômeno também observado em filhotes de Paroedura picta [en] e Paroedura bastardi. Paroedura maingoka pode ser distinguida de espécies relacionadas por sua coloração e padrão distintos, pela separação da narina da escama rostral e pela presença de escamas menores entre os grandes tubérculos.

## Biologia
Paroedura maingoka é uma espécie noturna, emergindo para se alimentar de insetos à noite. É um animal terrestre, encontrado rastejando no solo entre rochas ou pedregulhos em seu habitat arbustivo.
Paroedura maingoka é mais conhecida por seu comportamento defensivo, que lhe deu seu nome. Quando ameaçada, ela curva a cauda para a frente sobre as costas, assumindo uma postura semelhante à de um escorpião. Esse comportamento também é conhecido em outros lagartos, como Teratoscincus roborowskii [en], e acredita-se que seja um caso de mimetismo batesiano de escorpiões. Em P. maingoka, também foi proposto que, associado ao seu padrão de faixas, essa postura atrai a atenção dos predadores para a cauda. A cauda é a parte mais dispensável do corpo desta espécie e pode ser autotomizada, conforme indicado pelo fato de que alguns espécimes coletados possuem caudas regeneradas. Várias espécies de escorpiões são conhecidas por ocorrerem nas mesmas áreas que Paroedura maingoka, embora nenhuma apresente um padrão de faixas semelhante.

## Conservação
A espécie foi classificada como quase ameaçada pela Lista Vermelha da IUCN em 2010, com base em sua abundância local e na ausência de sinais de declínio populacional. No entanto, também foi observado que Paroedura maingoka possui uma extensão de ocorrência limitada, e uma maior destruição de habitat pode ameaçar a espécie, exigindo sua inclusão em uma categoria de maior risco. A perda de habitat devido ao desmatamento foi identificada como a principal ameaça a esta espécie, que apresenta baixa tolerância à destruição do habitat.